# Lasiochira
Lasiochira is een geslacht van vlinders uit de familie sikkelmotten (Oecophoridae). De wetenschappelijke naam van het geslacht is voor het eerst geldig gepubliceerd in 1931 door Edward Meyrick.
De typesoort van het geslacht is Lasiochira camaropa Meyrick, 1931

## Soorten
- Lasiochira camaropa Meyrick, 1931
- Lasiochira congoensis Lvovsky, 2001
- Lasiochira flavaterminata Yin, Wang & Park, 2014
- Lasiochira jianfengensis Yin, Wang & Park, 2014
- Lasiochira jiulongshana Yin, Wang & Park, 2014
- Lasiochira pallidiptera Yin, Wang & Park, 2014
- Lasiochira rosataenia Yin, Wang & Park, 2014
- Lasiochira taiwanensis Yin, Wang & Park, 2014
- Lasiochira xanthacma Meyrick, 1931